# Siaraga Football Club
El Siaraga Football Club, también conocido como Sia-Raga FC, es un equipo de fútbol de Vanuatu que juega en la VFF Champions League, la primera división nacional.

## Historia
Fue fundado el 30 de julio de 1980 en la capital Port Vila aunque su sede se encuentra en la ciudad de Luganville. En 2023 llega a jugar la fase nacional y alcanza la final, la cual pierde ante el Ifira Black Bird FC por 0-1.
Participó por primera vez en un torneo internacional en la Liga de Campeones de la OFC 2023 donde fue eliminado en el playoff por el Ifira Black Bird FC.

## Participación en competiciones de la OFC
| Temporada | Torneo                      | Ronda   | Club                | Casa | Visita | Global |
| --------- | --------------------------- | ------- | ------------------- | ---- | ------ | ------ |
| 2023      | Liga de Campeones de la OFC | Playoff | Ifira Black Bird FC | 0-1  | 0-3    | 0-4    |